# Athlone (Le Cap)
Athlone (ancienne West London) est une banlieue sud-africaine de la ville du Cap, administrée par la municipalité métropolitaine du Cap.

## Étymologie
Baptisé d'abord West London, Athlone a été renommé en hommage à Alexander Cambridge, 1er comte d'Athlone et gouverneur général d'Afrique du Sud de 1924 à 1930.

## Localisation

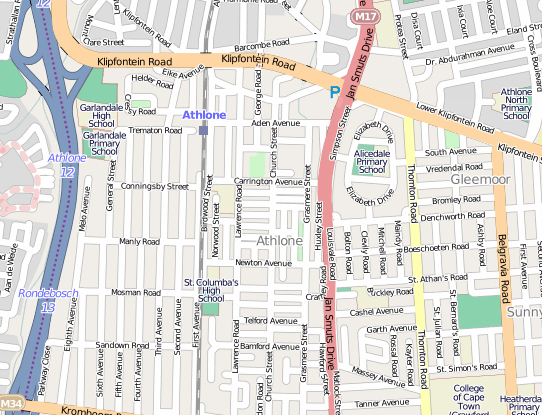
Carte d'Athlone centre

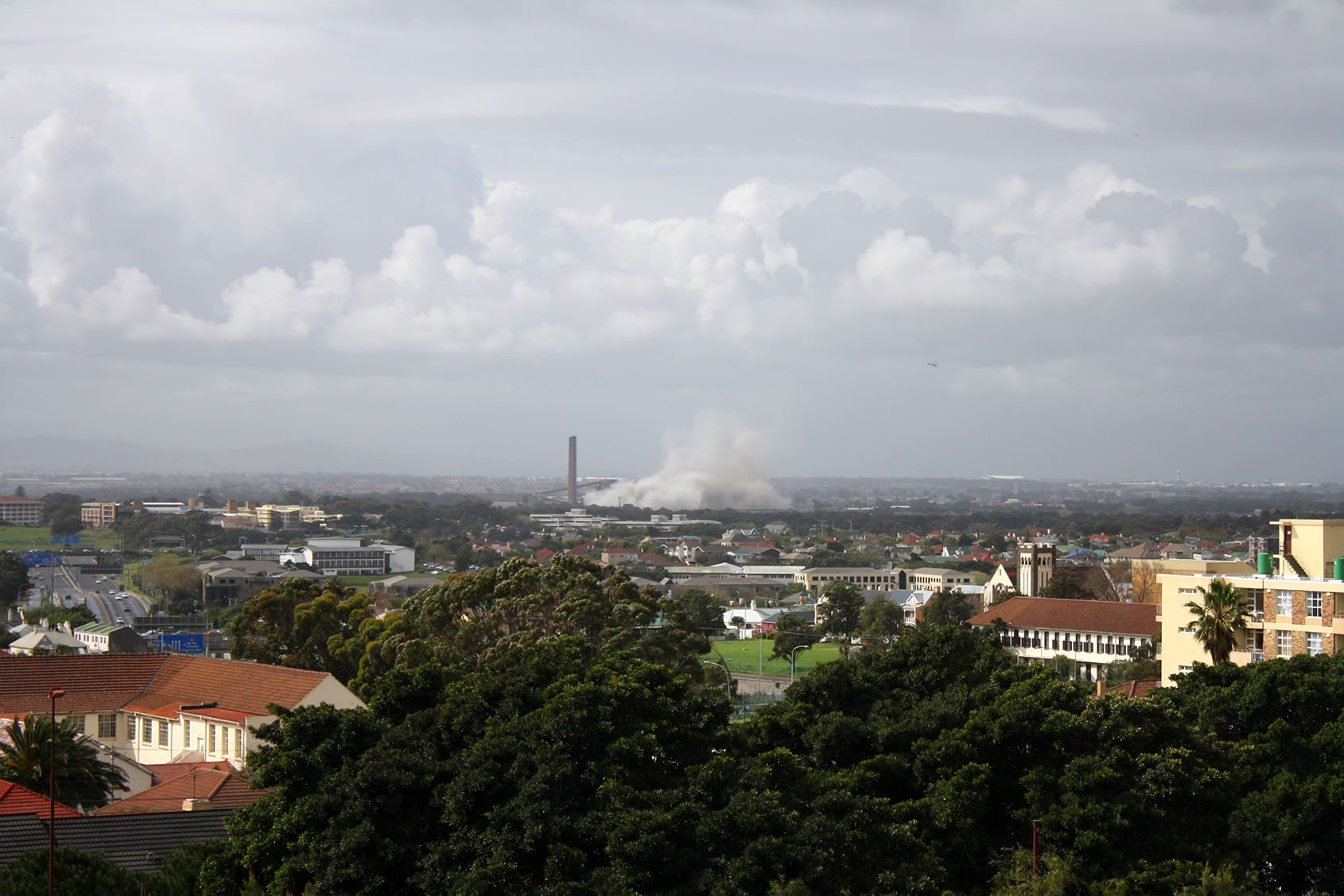
Vue sur Athlone

Athlone est située dans la zone des Cape Flats à l'est de la ville du Cap, à 9 km à l'ouest de l'aéroport international du Cap et au sud de la N2.

## Quartiers
Athlone est une banlieue résidentielle, industrielle et commerciale dont les différents quartiers, issus parfois de townships, se nomment Athlone SP, Belgravia, Belthorn Estate, Bonteheuwel, Bridgetown, Forbes, Gatesville, Gleemoor, Hanover Park, Hatton, Hazendal, Heideveld, Kewtown, Lincoln, Lochiel, Manenberg, Mountview, Newfields, Penlyn Estate, Primrose Park, Rustdale, Rylands, Sand Industria, Silvertown, Sunnyside, Surrey, Sybrandpark, Vanguard, Welcome et Zwartdam.
Athlone est desservi par le chemin de fer[Lequel ?].

## Démographie
Selon le recensement de 2011, Athlone comprend 237 414 résidents, essentiellement issus de la communauté coloured (86,98 %). Les noirs représentent 5,91 % des habitants tandis que les Blancs ne constituent pas plus que 0,33 % des résidents.
Les habitants sont à 52 % de langue maternelle afrikaans et à 43,62 % de langue maternelle anglaise.

## Historique
En 1957, en application du Group Areas Act, Athlone a été catégorisée officiellement en banlieue destinée à accueillir la seule population coloured du Cap. De nombreux townships voisins furent alors progressivement agglomérés à Athlone pour former une grande banlieue à population coloured.

## Circonscriptions électorales
Située au sein du 11e et du 17e arrondissement de la métropole du Cap, Athlone se partage entre 3 circonscriptions municipales  :
- la circonscription 48 (Belgravia - Rylands - Gatesville - Penlyn Estate - Belthorn Estate - Crawford - Athlone au sud de Newton Avenue et boeschoeten Road, à l'est de First Avenue, au nord de Kromboom Parkway et à l'ouest de Thornton Road) dont le conseiller municipal est Magedien Davids (DA)
- la circonscription 49	(Athlone au sud de la N2, à l'est de Athlone Railway Line, au nord de Newton Avenue, de Boeschoeten Road et de St Athens Roads jusqu'à Belgravia Road, au nord de Klipfontein Road jusqu'à Vanguard Drive, à l'ouest de Vanguard Drive - Bridgetown - Hazendal - Kewtown - Silvertown - Alicedale - Athlone - Athlone CBD - Parktown - Gleemoor) dont le conseiller municipal est Suzette Little (DA)
- la circonscription 60 (Lansdowne - Rondebosch East - Sybrand Park - Athlone au sud de Klipfontein Road, à l'est de Kromboom Parkway, au nord de Mosman Road et à l'ouest de first Avenue - Crawford au sud de Kromboom Road, à l'ouest de Jan Smuts Road, au nord de Kendal Road et à l'est des voies de chemin de fer - Belthorn Estate au sud-est de Lawson Road, au nord-est de Rokery Road et à l'ouest de Jan Smuts Street - Flamingo Crescent) dont le conseiller municipal est Anthea Green (DA).

## Personnalités
- Dulcie September (1935-1988), militante de l’ANC, opposante à l’apartheid, née à Athlone.